# Ajdovska peč
Ajdovska peč este o arie protejată (arie specială de conservare — SAC, sit de importanță comunitară — SCI) din Slovenia întinsă pe o suprafață de 47,21 ha, integral pe uscat.

## Localizare
Centrul sitului Ajdovska peč este situat la coordonatele 45°58′08″N 15°21′25″E / 45.9689°N 15.3569°E.

## Înființare
Situl Ajdovska peč a fost declarat sit de importanță comunitară în aprilie 2004 pentru a proteja un număr necunoscut de specii din flora spontană și fauna sălbatică aflate în arealul zonei. Situl a fost protejat și ca arie specială de conservare în februarie 2012.

## Biodiversitate
Situată în ecoregiunea continentală, aria protejată conține 1 habitat natural: Peșteri inaccesibile publicului.
La baza desemnării sitului se află un număr nedeclarat de specii protejate.